# Microstelma
Microstelma is een geslacht van weekdieren uit de klasse van de Gastropoda (slakken).

## Soorten
- Microstelma arescum (Woodring, 1928) †
- Microstelma canaliculatum (E. A. Smith, 1890)
- Microstelma cepula (Guppy, 1866) †
- Microstelma columbella (Dall, 1881)
- Microstelma concinna A. Adams, 1870
- Microstelma daedalum A. Adams, 1863
- Microstelma gabbi (Dall, 1889)
- Microstelma glabratum (A. Adams, 1878)
- Microstelma japonicum (A. Adams, 1860)
- Microstelma lapernai Landau, Marquet & Grigis, 2004 †
- Microstelma lutaoi Chang & Wu, 2004
- Microstelma melanoides (Gabb, 1873) †
- Microstelma obliquecostata (P. Marshall & R. Murdoch, 1920) †
- Microstelma oshikatai Lan, 2003
- Microstelma semistriatum (A. Adams, 1878)
- Microstelma vestale (Rehder, 1943)